# Bernard Leene
Bernardus Petrus "Bernard" Leene (La Haia, 14 de febrer de 1903 - Amstelveen, 24 de novembre de 1988) va ser un ciclista neerlandès que es dedicà a la pista i que va prendre part en tres Jocs Olímpics, el 1928, el 1932 i el 1936.
El 1928, a Amsterdam, guanyà la medalla d'or en la prova de tàndem, fent parella amb Daan van Dijk. El 1932, a Los Angeles, no tingué tanta sort i finalitzà en quarta posició en la mateixa prova. Per contra, el 1936, a Berlín, i fent parella amb Hendrik Ooms guanyà la medalla de plata, altra vegada en la prova de tàndem.
Era germà dels també ciclistes Gerard, Piet i Leo Leene.